# Rete Lenford
Rete Lenford - Avvocatura per i diritti LGBTI+, nota più semplicemente come Rete Lenford, è una associazione di promozione sociale italiana impegnata nella tutela dei diritti delle persone omosessuali, bisessuali, transessuali ed intersessuali. È una associazione apolitica ed apartitica e riunisce principalmente avvocati e accademici.

## Storia
Rete Lenford è stata fondata nel 2007 dagli avvocati Saveria Ricci, Antonio Rotelli e Francesco Bilotta, con lo scopo di intraprendere delle azioni legali avanti le corti italiane al fine di ottenere il riconoscimento di determinati diritti delle persone omosessuali. All'epoca della sua fondazione, infatti, nessuna associazione in Italia aveva mai intrapreso una strategia giudiziaria su scala nazionale con lo scopo di sollecitare pronunce giudiziarie su tematiche legate ai diritti LGBTI.
I fondatori hanno dedicato il nome dell'associazione al giamaicano Lenford Harvey, un attivista per i diritti delle persone LGBT e per le persona colpite da HIV e AIDS, morto assassinato il 30 novembre 2005 in un attacco a sfondo omofobico.

### Affermazione civile

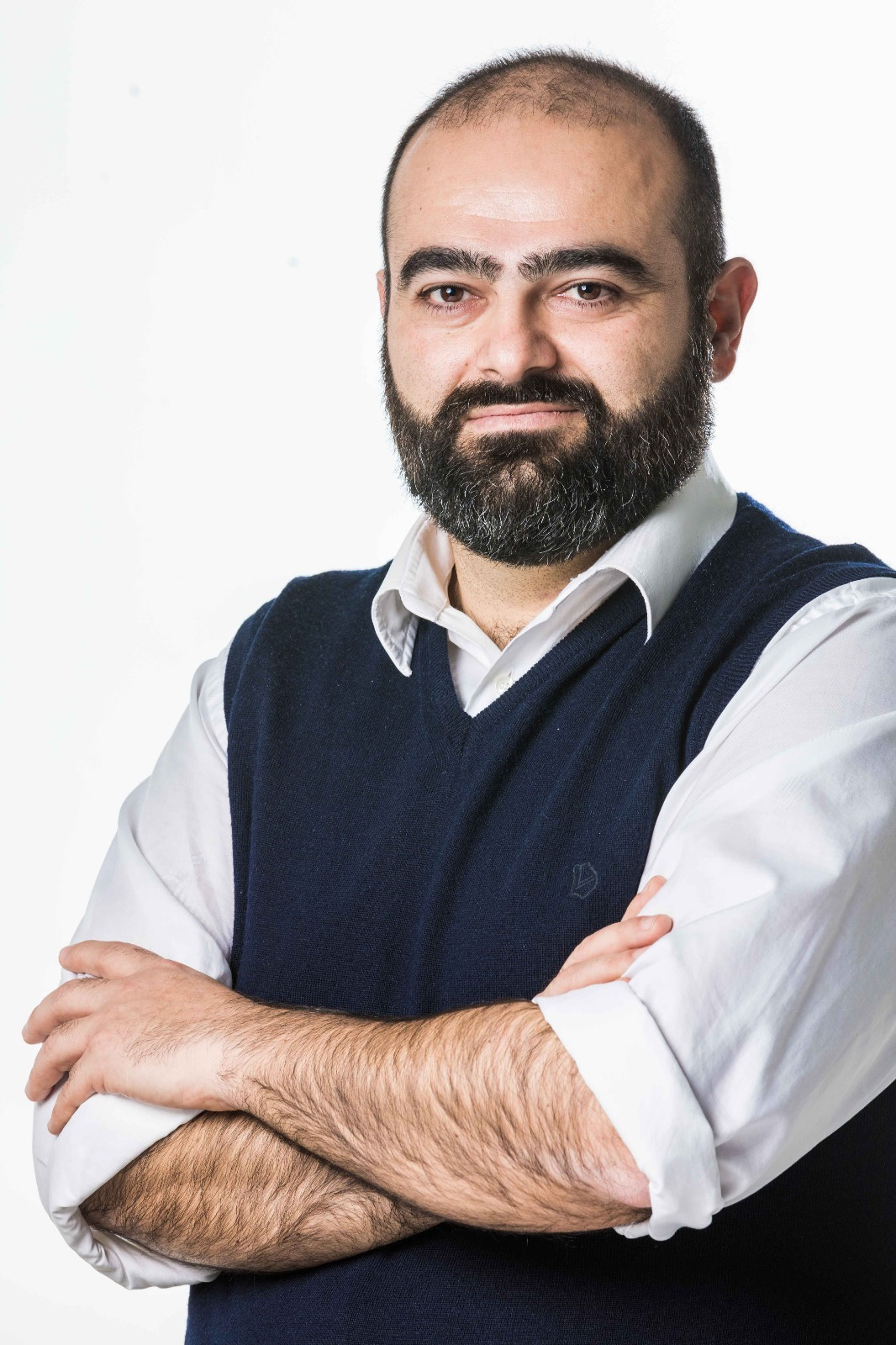
L'ex presidente Antonio Rotelli.

La prima strategia nazionale è stata la cosiddetta” campagna di affermazione civile”, condotta con il Partito Radicale che, nel seguito del progetto, ha dato origine all'Associazione Radicale Certi Diritti, con lo scopo di ottenere il riconoscimento del diritto al matrimonio. La strategia si è concretizzata nel sollecitare le coppie omosessuali a richiedere la pubblicazione matrimoniali in vari comuni italiani ed impugnare, con l’assistenza degli avvocati di Rete Lenford, il diniego emesso dall'ufficiale di stato civile avanti i Giudici nazionali.
La campagna ha determinato una serie di risultati positivi. In particolare, il Tribunale di Venezia e la Corte d’Appello di Trento, una volta ricevuti i ricorsi, in accoglimento delle tesi prospettate dagli avvocati dell’associazione, hanno ritenuto non manifestamente infondata la questione di incostituzionalità ed hanno rinviato alla Consulta la questione di legittimità costituzionale con riferimento agli articoli degli 93, 96, 98, 107, 108, 143, 143-bis e 156-bis del codice civile italiano.
Il procedimento è stato definito dalla Corte costituzionale con la sentenza n. 138/2010, una delle sei sentenza che secondo il Corriere della Sera hanno cambiato l'Italia. Nella sentenza la Corte Costituzionale per la prima volta ha affermato il diritto fondamentale delle coppie dello stesso sesso di essere riconosciute come tali ai sensi dell’articolo 2 della Costituzione della Repubblica italiana.
La Consulta ha chiesto al Parlamento di intervenire con sollecitudine per riconoscere il diritto delle coppie omosessuali di veder riconosciuta tutela per la loro famiglia.

### Discriminazione sul mondo del lavoro
L'associazione sin dagli anni 2000 ha promosso avanti i Tribunali italiani alcune cause pilota volte al riconoscimento del congedo matrimoniale per i lavoratori omosessuali residenti in Italia, che hanno contratto matrimonio o unione civile all'estero.
Nel 2013 ha promosso nei confronti di Carlo Taormina un'azione di diritto antidiscriminatorio, dopo che quest'ultimo nella trasmissione radiofonica La zanzara aveva rilasciato alcune dichiarazioni di carattere omofobo ed ha reiteratamente affermato di non voler assumere nel proprio studio avvocati, altri collaboratori o lavoratori omosessuali.
Il Tribunale del lavoro di Bergamo, a seguito del ricorso presentato da Rete Lenford, ha ritenuto che le espressioni di Taormina fossero, in quanto discriminatorie verso gli omosessuali, idonee a dissuadere determinati soggetti dal presentare le proprie candidature allo studio professionale e, quindi, atte ad ostacolare il loro accesso al lavoro o a renderlo maggiormente difficoltoso, in violazione delle norme a tutela della parità di trattamento in materia di occupazione e di condizioni di lavoro. Per tale ragione, il 6 agosto 2014, lo ha condannato a corrispondere la somma di 10.000,00 Euro a titolo di risarcimento del danno.
A seguito della condanna, Taormina ha impugnato il provvedimento chiedendone la riforma alla Corte d'Appello di Brescia, che tuttavia, con sentenza dell'11 dicembre 2014, ha respinto il suo ricorso e confermato il provvedimento di primo grado.

## Organi

### Consiglio esecutivo
L'associazione è retta da un Consiglio esecutivo, che elegge al suo interno il presidente.
Dal 30 maggio 2020 Vincenzo Miri è presidente dell'associazione ed è succeduto a Miryam Camilleri. La vicepresidente è Francesca Rupalti. Gli altri membri del consiglio esecutivo sono Benedetta Ciampa, Marco Geremia, Pasqua Manfredi, Effiong L. Ntuk e Francesco Rizzi.

### Comitato scientifico

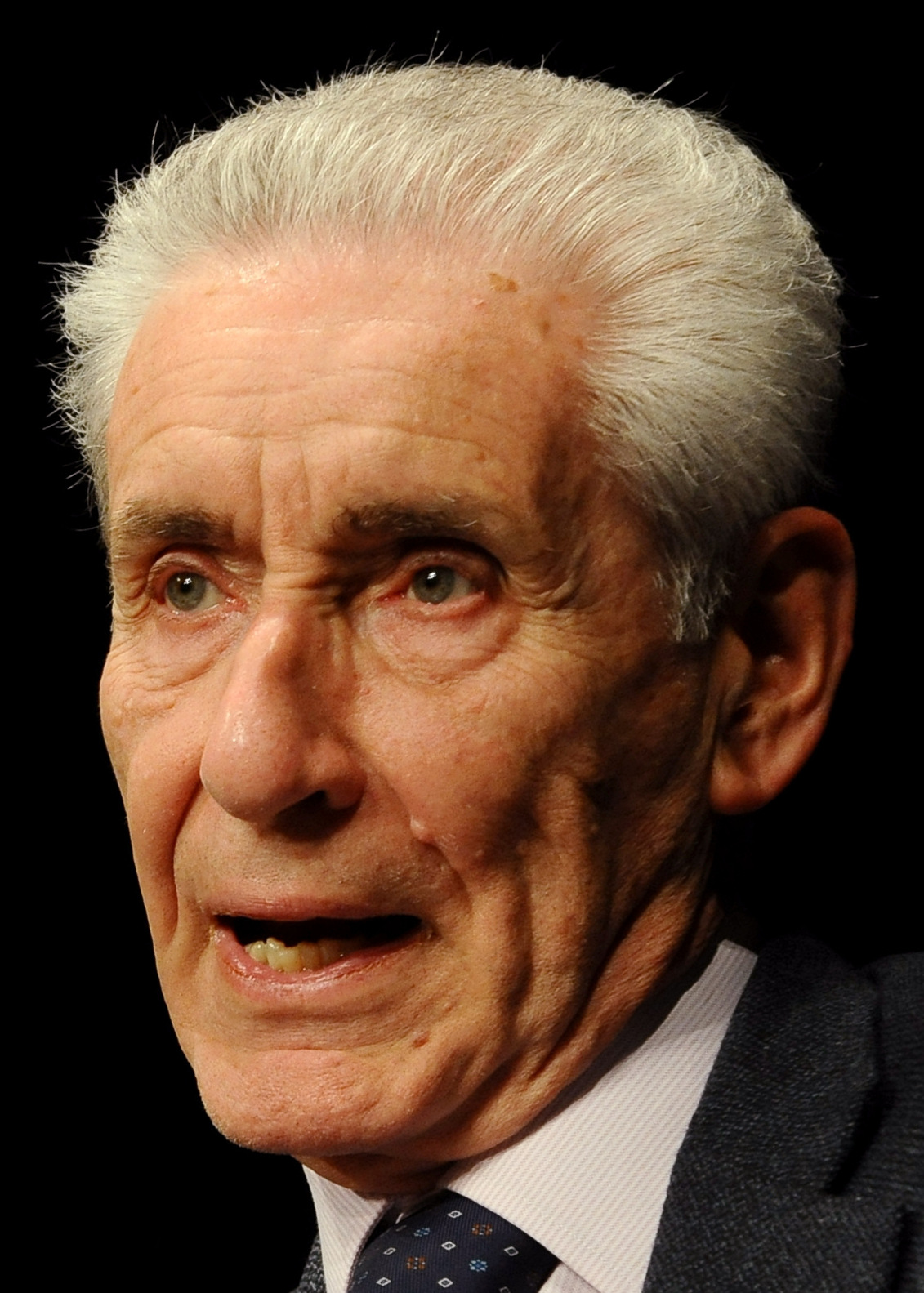
Stefano Rodotà, membro del comitato scientifico dal 2007 al 2017.

Il comitato scientifico è costituito dai seguenti membri:
- Patrizia Borsellino, ordinario di Filosofia del diritto dell'Università degli studi di Milano, Bicocca
- Vittorio Lingiardi, ordinario di Psicologia Clinica dell’Università degli studi di Roma “La Sapienza”, Direttore della 2ª Scuola di Specializzazione in Psicologia Clinica
- Barbara Pezzini, professore ordinario al dipartimento di Giurisprudenza dell'Università degli Studi di Bergamo, prorettrice delegata alle Politiche di equità e diversità
- Marzio Barbagli, professore emerito di sociologia dell'Università di Bologna
- Nicla Vassallo, ordinario di Filosofia Teoretica dell'Università degli studi di Genova

Sino al 2017 è stato membro del comitato scientifico, Stefano Rodotà, professore emerito di diritto civile dell’Università degli studi di Roma “La Sapienza”.

### Segreteria del Comitato scientifico
La segreteria del Comitato scientifico è composta da Patrizia Fiore, coordinatrice; i componenti sono: Chiara Angiolini, Marta Bonavolontà, Miguel Coraggio, Giovanni Genova e Stefano Osella.

## Centro Studi Europeo Stefano Rodotà
L'associazione ha fondato il Centro Studi Europeo Stefano Rodotà (Centro Studi Europeo sull'orientamento sessuale e identità di genere) sviluppato grazie al Progetto dell'Unione europea Equal Jus.
Il Centro Studi è diretto da Stefano Chinotti, Presidente del Comitato Pari Opportunità presso l'Ordine degli Avvocati di Bergamo.